# Sławomir Zemlik
Sławomir Zemlik (* 3. November 1992 in Malbork) ist ein polnischer Volleyballspieler.

## Karriere
Zemlik begann seine Karriere 2006 in seiner Heimatstadt bei UMKS Jurand Malbork. 2010 wechselte er zum Erstligisten Lotos Trefl Gdańsk. Ab 2014 wurde der Außenangreifer dreimal an andere Vereine ausgeliehen. In der Saison 2014/15 wurde er mit SK Posojilnica Aich/Dob österreichischer Vizemeister und spielte in der Champions League. Anschließend kehrte er nach Polen zurück und spielte für Espadon Szczecin. In der Saison 2016/17 war er bei KPS Siedlce aktiv. 2017 wurde Zemlik vom deutschen Bundesligisten TSV Herrsching verpflichtet. Im zweiten Spiel der Bundesliga-Saison 2017/18 zog er sich einen Kreuzbandriss zu und musste seine Volleyballkarriere beenden.